# McKinley Morganfield a.k.a. Muddy Waters
McKinley Morganfield a.k.a. Muddy Waters — збірка пісень американського блюзового співака і гітариста Мадді Вотерса, випущена на двох LP у 1971 році лейблом Chess. У 1983 році альбом був включений до Зали слави блюзу.

## Про альбом
Цей подвійний альбом був випущений у червні 1971 року лейблом Chess і включає записи Мадді Вотерса, зроблені ним на Chess і Aristocrat Records. Альбом включає більшість пісень зі збірки The Best of Muddy Waters, виданій Chess 1958 року, однак деякі пісні були прибрані та додані інші, записані з 1948 по 1964 роки, зокрема були додані два концертні записи 1960 року, зроблені під час джазового фестивалю в Ньюпорті. Саме ці записи відображають сам жанр блюз як такий, а також формат гурту у чиказькому блюзі. Більшість пісень альбому була написана Вотерсом, однак також включає пісні Віллі Діксона.

## Визнання
У 1983 році альбом McKinley Morganfield a.k.a. Muddy Waters Вотерса (Chess, 1971) був включений до Зали слави блюзу в категорії «Класичний блюзовий запис — альбом».

## Список композицій
LP 1
1. «Louisiana Blues» (Маккінлі Морганфілд) — 2:52
2. «I'm Ready» (Віллі Діксон) — 3:02
3. «Honey Bee» (Маккінлі Морганфілд) — 3:20
4. «I Just Want to Make Love to You» (Віллі Діксон) — 2:50
5. «Kind-Hearted Woman» (Маккінлі Морганфілд) — 2:35
6. «She Moves Me» (Маккінлі Морганфілд) — 2:55
7. «(I'm Your) Hoochie Coochie Man» (Віллі Діксон) — 2:49
8. «Long Distance Call» (Маккінлі Морганфілд) — 2:39
9. «She's All Right» (Маккінлі Морганфілд) — 2:28
10. «Rollin' Stone» (Маккінлі Морганфілд) — 3:05
11. «Standing Around Crying» (Маккінлі Морганфілд) — 3:19
12. «Too Young to Know» (Маккінлі Морганфілд) — 3:12

LP 2
1. «Walking Through the Park» (Маккінлі Морганфілд) — 2:39
2. «Still a Fool» (Маккінлі Морганфілд) — 3:12
3. «You Can't Lose What You Never Had» (Маккінлі Морганфілд) — 2:55
4. «I Can't Be Satisfied» (Маккінлі Морганфілд) — 2:41
5. «I Want You to Love Me» (Віллі Діксон) — 3:01
6. «Rolling and Tumbling» (Маккінлі Морганфілд) — 2:57
7. «Just to Be with You» (Маккінлі Морганфілд) — 3:12
8. «You're Gonna Need My Help» (Маккінлі Морганфілд) — 3:05
9. «Same Thing» (Віллі Діксон) — 2:40
10. «My Life Is Ruined» (Маккінлі Морганфілд) — 3:12
11. «Baby, Please Don't Go» (Маккінлі Морганфілд) — 3:01
12. «Got My Mojo Working (Part I)» (Маккінлі Морганфілд) — 4:30

## Учасники запису
- Мадді Вотерс — вокал, гітара

Технічний персонал
- Леонард Чесс, Філ Чесс, Ральф Басс, Віллі Діксон — продюсери